# Раттота (підрозділ окружного секретаріату)
Підрозділ окружного секретаріату Раттота — підрозділ окружного секретаріату округу Матале, Центральна провінція, Шрі-Ланка.